# Corduroy
Corduroy – książka dla dzieci napisana przez amerykańskiego pisarza Dona Freemana w 1968 roku.
Don Freeman w 1978 roku napisał sequel książki, zatytułowany A Pocket for Corduroy.
Treść obu książek stała się podstawą do wyprodukowania serialu animowanego Corduroy w 2000 roku, który pierwotnie pokazywała kanadyjska telewizja KidsCo. W Polsce był on emitowany pod tytułem Sztruksik.
W roku 2008, w 40. rocznicę pierwszego wydania książki, ukazała się specjalna wersja Corduroy.